# Капров, Илья Васильевич
Илья Васильевич Капро́в (20 июня 1898, Вязовка, Саратовская губерния — 30 июля 1967, Ташкент) — советский военачальник, участник гражданской и Великой Отечественной войн. Начальник Ташкентского пехотного училища (13 августа 1944 — май 1945).
Во время обороны Москвы командовал 1075-м стрелковым полком 316-й стрелковой дивизии (впоследствии 8-я гвардейская). Руководил обороной полка в районе Дубосеково (Волоколамский район), где 16 ноября 1941 года позиции 2-го батальона его полка прорывали немецкие танки.

## Биография
Родился 20 июня 1898 года в селе Вязовка ныне Базарно-Карабулакского района Саратовской области в крестьянской семье. Русский. В 1921 году окончил сельскую школу.
С июня 1917 служил рядовым в Управлении Вольского уездного воинского начальника.
С октября 1918 года в рядах РККА. В 1920 году окончил Ташкентские пехотные командные курсы имени В. И. Ленина.
Инструктор агитпоезда Вольского уездного военкомата, красноармеец 1-го стрелкового полка Уральского округа (декабрь 1918 — сентябрь 1919). Помощник начальника, начальник пулеметной команды, командир роты 9-го Кавказского стрелкового полка (январь 1923 — октябрь 1926). Начальник школы Отдельного Таджикского горнострелкового батальона (июль 1929 — октябрь 1931).
Во время гражданской войны принимал участие в боях против басмачества в 1931 году в Средней Азии в песках пустыни Каракумы. По свидетельству З. С. Шехтмана (командира 1077-го стрелкового полка в 1941 году), воевал вместе с И. В. Панфиловым, будущим генерал-майором, командиром 316-й стрелковой дивизии. Член ВКП(б) с 1929 года.
В распоряжении РО штаба Средне-азиатского ВО (октябрь 1931 — ноябрь 1933), командир 5-го отдельного радио-разведывательного дивизиона (ноябрь 1933 — май 1938). Преподаватель военно-хозяйственных курсов (май 1938 — июль 1939), старший преподаватель Военно-политического училища Среднеазиатского ВО (с июля 1939).
Участник Великой Отечественной войны. В июне-июле 1941 года на различные командные должности в 316-ю стрелковую дивизию получили назначение 170 офицеров-выпускников Ташкентского пехотного училища. В том числе, 3 августа 1941 года полковник И. В. Капров был назначен командиром 1075-го стрелкового полка 316-й стрелковой дивизии.
К началу сентября дивизия была переброшена под Новгород в распоряжение запланированной к формированию 52-й резервной армии. К 8 сентября 1941 года дивизия прибыла в Крестцы, где заняла позиции во втором эшелоне армии и почти месяц оборудовала полосу обороны.
В составе дивизии, полк полковника Капрова сражался в районе городов Ельни и Вязьмы, отходил к Можайской линии обороны. В октябре 1941 года полк принимал участие в Можайско-Малоярославецкой, а в ноябре 1941 года — Клинско-Солнечногорской оборонительных операциях, проводимых войсками 16-й армии.

Прорыв немецких войск на Волоколамском направлении 16—21 ноября 1941 года. Красными стрелками отмечено продвижение 1-й боевой группы сквозь боевые порядки 1075-го стрелкового полка на участке Нелидово — Дубосеково — Ширяево, синими — 2-й. Пунктиром обозначены начальные позиции на утро, день и вечер 16 ноября (розовым, фиолетовым и синим, соответственно)..

16 ноября 1941 года полк находился на левом фланге дивизии и прикрывал стык Волоколамского шоссе и железной дороги. У разъезда Дубосеково расположилась 4-я рота 2-го батальона под командованием капитана П. М. Гундиловича и политрука В. Г. Клочкова. Утром 16 ноября немецкие танкисты провели разведку боем. По воспоминаниям Капрова, «всего на участке батальона шло 10-12 танков противника. Сколько танков шло на участок 4-й роты, я не знаю, вернее, не могу определить… В бою полк уничтожил 5-6 немецких танков, и немцы отошли.» Затем противник подтянул резервы и с новой силой обрушился на позиции полка. Через 40-50 минут боя советская оборона была прорвана, и полк, по сути, был разгромлен. Капров лично собирал уцелевших бойцов и отводил их на новые позиции. По оценке командира 1075-го стрелкового полка полковника И. В. Капрова, «в бою больше всех пострадала 4-я рота Гундиловича. Уцелело всего 20-25 чел. во главе с ротным из 140 чел. Остальные роты пострадали меньше. В 4-й стрелковой роте погибло больше 100 человек. Рота дралась героически.» В боях 16 ноября весь 1075-й полк подбил и уничтожил 9 танков противника.
Таким образом, остановить противника у разъезда Дубосеково не удалось, позиции полка были смяты противником, а его остатки отошли на новый оборонительный рубеж за Истринское водохранилище. За отход полка и большие потери полковник Капров и комиссар полка А. Л. Мухамедьяров были отстранены от занимаемых должностей.
В конце декабря 1941 года, когда дивизия была отведена на формирование, в полк приехал корреспондент «Красной звезды» А. Ю. Кривицкий. По поручению полковника И. В. Капрова командир 4-й роты капитан П. М. Гундилович по памяти назвал фамилии 28-ми убитых и пропавших без вести бойцов, которых он смог вспомнить. 22 января 1942 года в газете «Красная звезда» Кривицкий поместил очерк под заголовком «О 28 павших героях», который положил начало официальной версии о 28-ми героях-панфиловцах. После чего полковник Капров и комиссар полка А. Л. Мухамедьяров были восстановлены в должностях.
23 февраля 1942 года частям 8-й гвардейской стрелковой дивизии была присвоена новая нумерация. Гвардии полковник И. В. Капров командовал 19-м гвардейским стрелковым полком.
Летом 1942 года в числе других командиров 8-й гвардейской стрелковой дивизии убыл на повышение. С 12 июня по 30 октября 1942 года полковник И. В. Капров командовал 31-й отдельной стрелковой бригадой. С 30 октября по 3 декабря 1942 года — командир 238-й стрелковой дивизии (второго формирования). Участвовал в операции «Марс», в боях в долине Лучесы. Дивизия не смогла выбить части немецкой 86-й пехотной дивизии из опорных пунктов первой линии обороны, и на третий день после начала наступления (27 ноября) комдива Капрова отстранили от командования, и его место занял начальник разведки 22-й армии.
С 6 декабря 1942 года по 7 апреля 1944 года — командир 155-й стрелковой дивизии (второго формирования). В составе войск 27-й армии дивизия под командованием полковника Капрова И. В. участвовала во многих операциях на Степном и Воронежском фронтах, в том числе участвовала в Курской битве, форсировании реки Ворсклы, освобождении города Ахтырка.
В конце сентября 1943 года в составе армии дивизия была переброшена в район города Канев, где, форсировав реку Днепр, перешла в наступление, расширяя букринский плацдарм. Благодаря умелой организации наступательных действий, боевая задача дивизии была выполнена, а гвардии полковник Капров И. В. был представлен к третьему ордену Красного Знамени. Однако командующим войсками 1-го Украинского фронта был награждён орденом Александра Невского.
Спустя два месяца, за участие в Киевской стратегической наступательной операции, гвардии полковник И. В. Капров был удостоен ордена Кутузова II степени.
В марте 1944 года 155-я стрелковая дивизия И. В. Капрова входила в состав 38-й армии К. С. Москаленко. В одном из боевых эпизодов, вместе с остатками 62-й гвардейской танковой бригады дивизия попала в окружение в лесу у села Пеньки (в районе Каменец-Подольский), где оставалась практически без боеприпасов, и вскоре была деблокирована подходящими с востока советскими войсками.
В апреле 1944 года принимал участие в Проскуровско-Черновицкой операции.
Три полученные в боях контузии серьёзно отразились на состоянии здоровья, вынудив полковника И. В. Капрова оставить действующую армию. С целью передачи его боевого опыта молодому поколению офицеров 13 августа 1944 года был назначен начальником Ташкентского пехотного училища имени В. И. Ленина. В этой должности находился до окончания войны (по май 1945 года).
Умер в 1967 году в Ташкенте. Похоронен на Боткинском кладбище Ташкента.

## Награды
- орден Ленина (№ 18713 — Указ Президиума Верховного Совета СССР от 21 февраля 1945 года).
- три ордена Красного Знамени (№ 1576 — приказ командующего Западным фронтом № 044/н от 17 января 1942 года; № 29204 — приказ командующего Калининским фронтом № 0196/н от 6 июня 1942 года; № 131546 — Указ Президиума Верховного Совета СССР от 3 ноября 1944 года);
- орден Кутузова II степени (№ 605 — Указ Президиума Верховного Совета СССР от 10 января 1944 года);
- орден Александра Невского (№ 17067 — приказ командующего 1-м Украинским фронтом № 0226/н от 24 ноября 1943 года);
- медали, в том числе:
  - медаль «За оборону Москвы»
  - медаль «За победу над Германией в Великой Отечественной войне 1941-1945 гг.»
  - юбилейная медаль «XX лет Рабоче-Крестьянской Красной Армии» (1938)

## Семья
Жена — Ирина Петровна Капрова.

## Из материалов расследования военной прокуратуры 1948 года
Показания бывшего командира 1075-го стрелкового полка И. В. Капрова:

…Никакого боя 28 панфиловцев с немецкими танками у разъезда Дубосеково 16 ноября 1941 года не было — это сплошной вымысел. В этот день у разъезда Дубосеково в составе 2-го батальона с немецкими танками дралась 4-я рота, и действительно дралась геройски. Из роты погибло свыше 100 человек, а не 28, как об этом писали в газетах. Никто из корреспондентов ко мне не обращался в этот период; никому никогда не говорил о бое 28 панфиловцев, да и не мог говорить, так как такого боя не было. Никакого политдонесения по этому поводу я не писал. Я не знаю, на основании каких материалов писали в газетах, в частности в «Красной звезде», о бое 28 гвардейцев из дивизии им. Панфилова. В конце декабря 1941 года, когда дивизия была отведена на формирование, ко мне в полк приехал корреспондент «Красной звезды» Кривицкий вместе с представителями политотдела дивизии Глушко и Егоровым. Тут я впервые услыхал о 28 гвардейцах-панфиловцах. В разговоре со мной Кривицкий заявил, что нужно, чтобы было 28 гвардейцев-панфиловцев, которые вели бой с немецкими танками. Я ему заявил, что с немецкими танками дрался весь полк и в особенности 4-я рота 2-го батальона, но о бое 28 гвардейцев мне ничего не известно… Фамилии Кривицкому по памяти давал капитан Гундилович, который вёл с ним разговоры на эту тему, никаких документов о бое 28 панфиловцев в полку не было и не могло быть. Меня о фамилиях никто не спрашивал. Впоследствии, после длительных уточнений фамилий, только в апреле 1942 года из штаба дивизии прислали уже готовые наградные листы и общий список 28 гвардейцев ко мне в полк для подписи. Я подписал эти листы на присвоение 28 гвардейцам звания Героя Советского Союза. Кто был инициатором составления списка и наградных листов на 28 гвардейцев — я не знаю.